# Jolan
Der Jolan ist ein Fluss in Frankreich, der im Département Allier in der Region Auvergne-Rhône-Alpes verläuft. Er entspringt im Gemeindegebiet von Le Mayet-de-Montagne, entwässert generell in nordwestlicher Richtung durch ein schwach besiedeltes Gebiet in der Landschaft Montagne Bourbonnaise und erreicht nach 26 Kilometern den Großraum Vichy, wo er im Gemeindegebiet von Cusset als rechter Nebenfluss in den Sichon mündet.

## Orte am Fluss
- Nizerolles
- Cusset